# Araneus fictus
Araneus fictus este o specie de păianjeni din genul Araneus, familia Araneidae. A fost descrisă pentru prima dată de Rainbow, 1896.
Este endemică în Queensland. Conform Catalogue of Life specia Araneus fictus nu are subspecii cunoscute.